# چهره‌های ماندگار
چهره‌های ماندگار عنوان جشنواره‌ای است که بنا به طرح تنظیمی آن، با همکاری فرهنگستان‌های چهارگانه ایران (فرهنگستان زبان و ادب فارسی، فرهنگستان علوم، فرهنگستان علوم پزشکی، فرهنگستان هنر)، دانشگاه‌های تهران، صنعتی شریف، انجمن حکمت و فلسفه و شبکه چهار سیمای جمهوری اسلامی ایران، به‌منظور تجلیل از شخصیت‌های علمی، فرهنگی و هنری کشور برگزار گردید. این طرح توسط محمود اسعدی تهیه و ارائه شد. تاکنون ۲۴۰ شخصیت و نخبه در عرصه‌های علم، فرهنگ و هنر معرفی شده‌اند.
پیش‌تر، یک برنامهٔ تلویزیونی هفتگی به همین نام از شبکه دو سیمای جمهوری اسلامی ایران به مدت ۱۴ ماه و هر هفته پخش می‌شد و در این مدت بیش از ۱۰۰ شخصیت علمی، فرهنگی و هنری در این مجموعهٔ تلویزیونی از سال ۱۳۷۲ معرفی شدند.
همایش چهره‌های ماندگار تا سال ۱۳۸۵ سالیانه و پس از آن هر دو سال یکبار برگزار می‌شد، آخرین سال برگزاری همایش سال ۱۳۸۹ بوده (جمعاً ۸ دوره) و پس از آن برگزار نشده است.
با شهرتی که همایش چهره‌های ماندگار کسب کرده بود به تدریج برخی محافل خصوصی نیز از این عنوان برای جوایز خود استفاده کردند که مورد اعتراض رضا پورحسین (ریاست ستاد همایش) و محمود اسعدی (طراح و دبیر همایش) قرار گرفت؛ چرا که معتقد بودند این شرکت‌ها عمدتاً با اهداف مالی ایجاد شدند.

## توقف برگزاری و پی آمدها
علت توقف برنامه تاکنون به روشنی بیان نشده است و اغلب به سوء استفاده از نام و نشان چهره‌های ماندگار و فعالیت‌های جعلی به عنوان دلیل اصلی اشاره شده است. یکبار در مرداد ۱۳۹۴ صحبت از ادامه برنامه و برگزاری همایش نهم در اردیبهشت ۱۳۹۵ شد اما به سرانجام نرسید. در آبان ۱۴۰۰ بهاءالدین خرمشاهی ضمن ابراز تاسف از عدم پذیرش جایزه همایش، نسبت به برگزاری مجدد همایش ابراز امیدواری کرد.

محمود اسعدی در ۱۵ اسفند ۱۳۸۹ (چند ماه بعداز آخرین همایش) از کتاب «چهره‌های ماندگار» رونمایی کرد او بعداز تعطیلی برنامه، ابتدا ماهنامه «چهره‌های ماندگار» را منتشر کرد و سپس در تدارک «نمایشگاه آثار چهره‌های ماندگار» در فرهنگسرای نیاوران برآمد؛ اولین و دومین نمایشگاه را در مهرماه ۱۳۹۶ و ۱۳۹۷ برگزار کرد و در پاسخ به پرسشی پیرامون تشکیل نمایشگاه یا موزه‌ای دائمی از آثار چهره‌های ماندگار گفت: 

 حدود یک دهه پیش موزه و سرای چهره‌های ماندگار را در مجموعه تاریخی سعدآباد پایه‌گذاری کردیم، اما با تغییر دولت، این سرا به بهانه مرمت تعطیل شد و اکنون بیش از ۴ سال است که آثار آن در یک اتاق از مجموعه سعدآباد انبار شده و خاک می‌خورد 

## منتخبان
به‌جز مرتضی مطهری، (دوره اول)، سیدحسن حسینی (دوره چهارم) و قیصر امین‌پور (دوره هفتم) که پس از درگذشت، انتخاب شدند؛ تمام منتخبان در زمان معرفی در قید حیات بوده‌اند.
منتخبان به تفکیک دوره و به ترتیب الفبا عبارتند از:

### همایش اول- سال ۱۳۸۰
آذرتاش آذرنوش، باقر آیت‌الله‌زاده شیرازی، حسن ابراهیم‌زاده معبود، غلامحسین ابراهیمی دینانی، غلامرضا اعوانی، مهری باقری، سید محمد بلورچیان، مهدی بهادری‌نژاد، احمد بیرشک، سید ضیاءالدین تابعی، حسن تاج‌بخش، یوسف ثبوتی، علی درویش‌زاده، مهدی رجبعلی‌پور، محمدصادق رجحان، علی زرگری، احمد سمیعی گیلانی، مرتضی سهرابی، رضا سیدحسینی، سیروس شمیسا، علی‌اشرف صادقی، محمد مهروان، حسن ظهور، محمود فرشچیان، علی کاوه، کریم مجتهدی، مهدی محقق، کاظم مدیر شانه‌چی، مرتضی مطهری، محمدعلی معلم دامغانی، پرویز مؤیدعهد، علی نصیریان، بهمن یزدی صمدی، محمود یعقوبی، علیرضا یلدا

### همایش دوم- سال ۱۳۸۱
سید جلال‌الدین آشتیانی، عبدالمحمد آیتی، گودرز احمدی، استپان آلکسانیان، غلامحسین امیرخانی، پرویز جبه‌دار مارالانی، محسن جهانگیری، سید محمدباقر حجتی، علی‌اصغر دادبه، پریرخ دادستان، رضا داوری اردکانی، پرویز دوامی، فضل‌الله رضا، علی رواقی، محمود روح‌الامینی، حسین زمرشیدی، محمود شاهرخی، علی شریعتمداری، مجتبی شمسی‌پور، علی‌اکبر صنعتی، علی‌اکبر غفاری، بدرالزمان قریب، مشفق کاشانی، طاهره کاغذچی، حسن کسائی، مجید کیانی، ابوالقاسم گرجی، مهدی گلشنی، فتح‌الله مجتبایی، علی ملک‌حسینی، بهمن مهری، فریدون ناصری، فرهاد ناظرزاده کرمانی، سید مرتضی نجومی، رضا نقشینه

### همایش سوم- سال ۱۳۸۲
احمد آرام، محمدرضا اسلامی، عزت‌الله انتظامی، مهدی الوانی، مهدی بهزاد، محمدحسن تبرائیان، عبدالصمد حاج‌صمدی، عبدالحسین حائری، حسن حسن‌زاده آملی، علی‌اکبر حسینی، محمدحسین حلیمی، محمد خوانساری، عبدالعلی دستغیب، حسین دهلوی، منصور رستگار فسایی، جلیل رسولی، حسن ریاحی، حمید سبزواری، اسماعیل سعادت، عباس شریفی تهرانی، حسین شکویی، جلیل شهناز، محمد علوی مقدم، فرهاد فخرالدینی، حبیب‌الله فیروزآبادی، علیرضا فیض، احمد قهرمان، علی‌محمد کاردان، محمدعلی کشاورز، علیرضا مرندی، نصرالله مردانی، محمود منصور، حمید مولانا، رضا ملک‌زاده، مرتضی ممیز، سید حسین میرشمسی، علی‌اکبر موسوی‌موحدی، سیاوش شهشهانی، ابوالحسن وفایی، سید کمال‌الدین یادآور نیک‌روش

### همایش چهارم- سال ۱۳۸۳
حبیب‌الله آیت‌اللهی، محمد احصایی، کرامت‌الله ایزدپناه، بابا مخیر، علی تجویدی، کمال‌الدین جناب، حسن حبیبی، فرخ حجت کاشانی، فیروز حریرچی، سید حسن حسینی، علی‌محمد رنجبر، سعید سهراب‌پور، عباس شفیعی، سید محمود طباطبایی‌فر، فریدون عزیزی، برت فراگنر، امیربانو کریمی، محمدحسن گنجی، فتح‌الله مضطرزاده، احمد منزوی، عبدالحسین نوایی، منوچهر وصال، محمدرضا هاشمی گلپایگانی

### همایش پنجم- سال ۱۳۸۴
منوچهر آتشی، پرویز بهرام، فرامرز پایور، محمدحسین جزیره‌ای، محمود جوادی‌پور، اسماعیل حاکمی والا، جلال حجازی دهاقانی، کیخسرو خروش، عباسقلی دانشور، منوچهر ستوده، عباس شفیعی، محمدجان شکوری بخارایی، پرویز شهریاری، امیدعلی شهنی کرم‌زاده، احمد شیمی، شهربانو عریان، علی‌اکبر فرهنگی، علی فضلی، پرویز کردوانی، جلال‌الدین کزازی، مهدی گلابی، یه ای لیان، هوشنگ مرادی کرمانی، سید محمد موسوی بجنوردی، ایوان استبلین کامینسکی، محمدقلی نادعلیان، علی‌اکبر ولایتی

### همایش ششم- سال ۱۳۸۵
صادق آیینه‌وند، علی اسلامی، غلامعلی افروز، میخائیل بوگالوبوف، غلامرضا پورمند، جلیل تجلیل، محمدحسین تمدن جهرمی، علی‌بابا حاجی‌زاده، علی‌محمد حق‌شناس، احمد رسول‌زاده، علی رضاییان، هاشم رفیعی‌تبار، مجید سمیعی، غلامحسین شکوهی، افسانه صفوی، عباسعلی عمید زنجانی، یدالله کابلی، کارو لوکاس، محمود ماهرالنقش، جمشید مشایخی، علی موسوی گرمارودی، محمد نوری، منصور نیکخواه بهرامی

### همایش هفتم- سال ۱۳۸۷
محمد ادریسی، نصرالله افجه‌ای، قیصر امین‌پور، حسن انوری، غلامعلی حداد عادل، داوود رشیدی، ناصر سیم‌فروش، سید مهدی شجاعی، شمس شریعت تربقان، عباس شیبانی، محمدمهدی شیخ‌جباری، علی‌اکبر صادقی، منصور طاهری انارکی، ارسلان قهرمانی، مصطفی کمال پورتراب، محمد گلیار، محمدجعفر ملکوتی، شکوه نوابی‌نژاد

### همایش هشتم- سال ۱۳۸۹
عباس اخوین، علیرضا افتخاری، مجید انتظامی، مسعود جعفری جوزانی، محمد دبیرمقدم، فرامرز رفیع‌پور، علیرضا رهایی، محمد سلحشور، رضا شعبانی، علی شیخ‌الاسلامی، جواد صالحی، ژاله علو، محمدمهدی علیشاهی، محمد فرهادی، محمدمنصور فلامکی، محمود گلابچی، محمدباقر لاریجانی، محمد لگنهاوزن، عبادالله محمودیان، محمدرضا مخبر، علیرضا مدقالچی، محمدعلی مولوی، جعفر مهراد

## انتقادات
بر این همایش برخی انتقادات وارد شده است. تعداد برگزیدگان هر دوره در هر حوزه مشخص نیست و به‌صورت سلیقه‌ای در برخی همایش‌ها تعداد زیادی از یک حوزه انتخاب شده‌اند. بیشتر برگزیدگان از تهران انتخاب شده‌اند، درحالی‌که در برخی حوزه‌ها از جمله هنر، به سایر نواحی ایران بی‌توجهی شده است؛ و این که انتخاب‌شدگان مخلوطی هستند از چهره‌های علمی و کسانی که در جمهوری اسلامی مقامات اجرایی دارند، درحالی‌که افراد اجرایی فرصت کافی برای انجام پژوهش نداشته‌اند و سوابق علمی‌شان اندک است. نقدهای بسیاری با ادامه‌یافتن این برنامه و رسیدن به اسامی کسانی که مانند افراد صاحب‌نام دوره‌های اولیه، چندان صاحب‌نام و در حد بزرگان بی‌بدیل علمی-فرهنگی نیستند، باعث شده تا نقدها در مورد بعضی از انتخاب‌ها پررنگ‌تر شود.
حسین شکویی جغرافیدان برجسته ایرانی که خود نیز چهره ماندگار انتخاب شده، ضمن تقدیر از این حرکت، به‌طور تلویحی، سی درصد منتخبان را شایسته نمی‌داند و کلاً در اینباره گفته است:
"این کار شایسته‌ای است که از انسان‌هایی یاد شود که یک عمر زحمت کشیده‌اند، الان به جایی رسیده‌اند که هم روحاً و هم جسماً خسته‌اند. منتها، امید است که سیاست‌زدگی یا بعضی مسائل دیگر، بعدها در این انتخاب‌ها دخالت داده نشوند. و واقعاً شایستگان انتخاب شوند. من این را برای خودم عرض نمی‌کنم، ولی۷۰ درصد آنهایی که من می‌شناختم، واقعاً حقشان بود که انتخاب شوند. چرا که زندگی‌شان را بی‌توقع در این راه فدا کرده‌اند. می‌گویند هر کتاب یا هر دفتری که نوشته می‌شود، یک دفتر از زندگی انسان آتش زده می‌شود وحشتناک است؛ بنابراین این کار را خیلی خوب می‌دانم. نه چون خودم هم انتخاب شده‌ام، بلکه از جنبه‌های فرهنگی عرض می‌کنم و این کار جامعه فرهنگی و مسؤولان ما، به شایستگان احترام می‌گذارند، به زحمت‌کشانی که به فرهنگ جامعه صادقانه خدمت می‌کنند."